# グリフィン・グラック
グリフィン グラック（2000年8月24日 - ）は、アメリカ合衆国の俳優。テレビではレッド バンド ソサエティのチャーリー役、プライベート プラクティスのメイソン・ワーナー役、バック・イン・ザ・ゲームのダニー・ギャノン役で知られている。また、Hulu の映画Big Time Adolescenceのメイン キャラクターとしても出演した。NetflixのモキュメンタリーシリーズAmerican Vandalの両方のシーズンで Sam Ecklund を演じ、Netflix のシリーズ Locke & Key で Gabe を演じた。映画では、「Middle School: The Worst Years of My Life」においてレイフ・ハチャドリアンを、Netflixのオリジナル映画「背の高い少女」でジャック・ダンクルマンを演じた。

## 幼年期
グラックはロサンゼルスで生誕した。グラックの父である Cellin Gluck は映画監督兼プロデューサーであり、母の Karin Beck は制作アシスタントおよびライン プロデューサーである。グリフィンの父親は日本の和歌山県でアメリカ人の両親に生まれ、神戸で育った 。グリフィンの父方の祖父母は、日系アメリカ人のスミエ（平本）と、ユダヤ系アメリカ人の考古学者、歴史家、親日家のジェイ・グラックであった。
グラック は、姉の Caroline と一緒に Palisades Playhouse で開催された夏の子供向けショーケース、Guys and Dollsで初めて演じた。彼の最初の主要な役割は、父親が共同制作し、ロビー・チャフィッツが監督した短編映画「タイムアウト」での3歳の役であった。
グリフィン・グラックが本格的に注目されるようになったのは2011年に出演した「Just Go with It」でマイケルを演じたことで、ヤングアーティストアワードにノミネートされたことがきっかけとなる。また後にプライベートプラクティスでメイソンワーナーとしてキャスティングされ、その後、ショーのシリーズレギュラーに昇格した。シリーズがキャンセルされた後、彼は20th Century Fox TVの Back in the Game のTV パイロットに参加し、シリーズに選出された。ショーは2013年11月に出演が取りやめとなった。
2014年、グラックはフォックスシリーズのレッドバンドソサエティでチャーリーとして共演し、昏睡状態にある彼のキャラクターショーのナレーターを担当した。2015年3月、彼はシリーズに選出されなかったが NBC パイロット Cuckooに出演した。
Gluck は2016年、ジェームズ パターソンのヒット小説の映画化『Middle School: The Worst Years of My Life』の主役 Rafe Khatchadorian を演じた。

## フィルモグラフィー

### 映画
| 年     | 題名                                                            | 役割                                    | ノート                     |
| ------ | --------------------------------------------------------------- | --------------------------------------- | -------------------------- |
| 2009年 | サイドウェイズ別名サイドウェイズ                                | 薬局の少年                              |                            |
| 2011年 | ウソツキは結婚のはじまり（Just Go With It）                     | マイケル・マーフィー / バート・マカビー |                            |
| 2013年 | Trust Me                                                        | フィリップ                              |                            |
| 2014年 | ウソツキは結婚のはじまり（Just Before I Go）                    | ランディ・モーガン                      |                            |
| 2015年 | バットマン VS. ロビン（Batman vs. Robin）                       | 若い頃のブルース・ウェイン              | 声の役割                   |
| 2015年 | Larry Gaye: Renegade Male Flight Attendant                      | ドニー                                  |                            |
| 2015年 | All Hallows' Eve 2                                              | マックス                                | セグメント: 「少年の人生」 |
| 2016年 | 史上最悪の学園生活（Middle School: The Worst Years of My Life） | レイフ・ハチャドリアン                  |                            |
| 2016年 | ウェディング・バトル アウトな男たち（Why Him?）                 | スコッティ・フレミング                  |                            |
| 2018年 | The Boxcar Children: Surprise Island                            | ヘンリー                                | 声の役割                   |
| 2019年 | 僕が大人になる前に（Big Time Adolescence）                      | モンロー・"モー"・ハリス                |                            |
| 2019年 | Tall Girl                                                       | ジャック・ダンクルマン                  |                            |
| 2020年 | Dinner in America                                               | ケビン                                  |                            |
| 2021年 | North Hollywood                                                 | ドリュー                                |                            |
| 2022年 | Tall Girl 2                                                     | ジャック・ダンクルマン                  |                            |
| 2024年 | タイムカット Time Cut                                           | クイン                                  |                            |

## 賞とノミネート
Gluck は、第33回ヤングアーティストアワードの「ジャスト ゴー ウィズ イット（Just Go with It）」での作品により、「長編映画のベストパフォーマンス – 若手俳優のサポート」部門にノミネートされた。